# Slade Alive, Vol. 2
Slade Alive, Vol. 2 è il secondo album dal vivo del gruppo rock britannico Slade, pubblicato nel 1978.

## Tracce
Tutte le tracce sono di Noddy Holder e Jim Lea, eccetto dove indicato.

Side 1
1. Get on Up – 6:01
2. Take Me Bak 'Ome – 4:19
3. My Baby Left Me – 2:41 (Arthur Crudup)
4. Be – 3:50
5. Mama Weer All Crazee Now – 3:58

Side 2
1. Burning in the Heat of Love – 3:45
2. Everyday – 3:35
3. Gudbuy T'Jane – 4:58
4. One Eyed Jacks with Moustaches – 3:24
5. Cum On Feel the Noize – 4:20

## Formazione
- Noddy Holder - voce, chitarra
- Dave Hill - chitarra, cori
- Jim Lea - basso, cori
- Don Powell - batteria